# IBM 5100

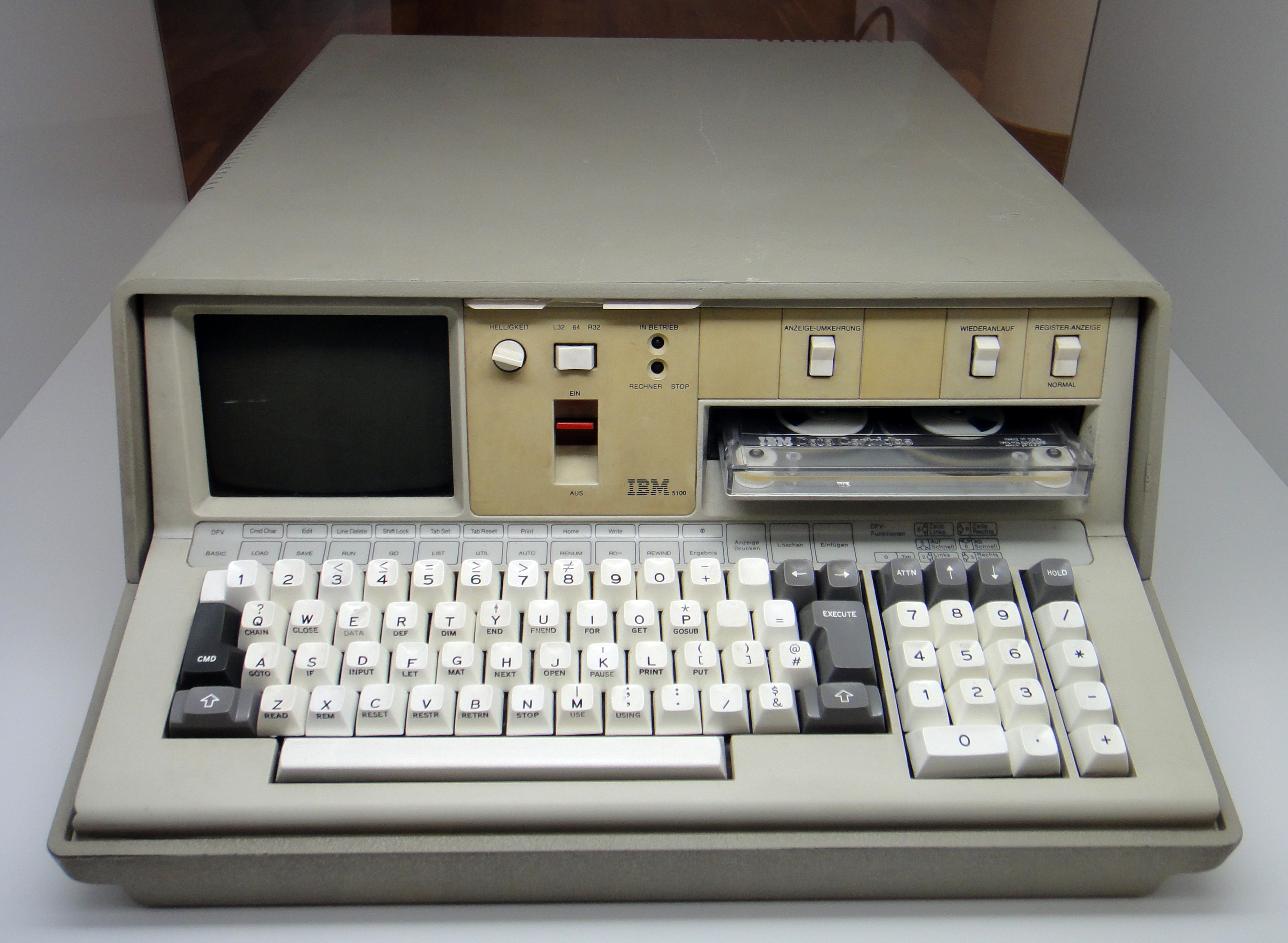
IBM 5100 Portable Computer

O IBM 5100 Portable Computer foi um computador pessoal apresentado ao mercado em setembro de 1975, seis anos antes do IBM PC.

## Descrição

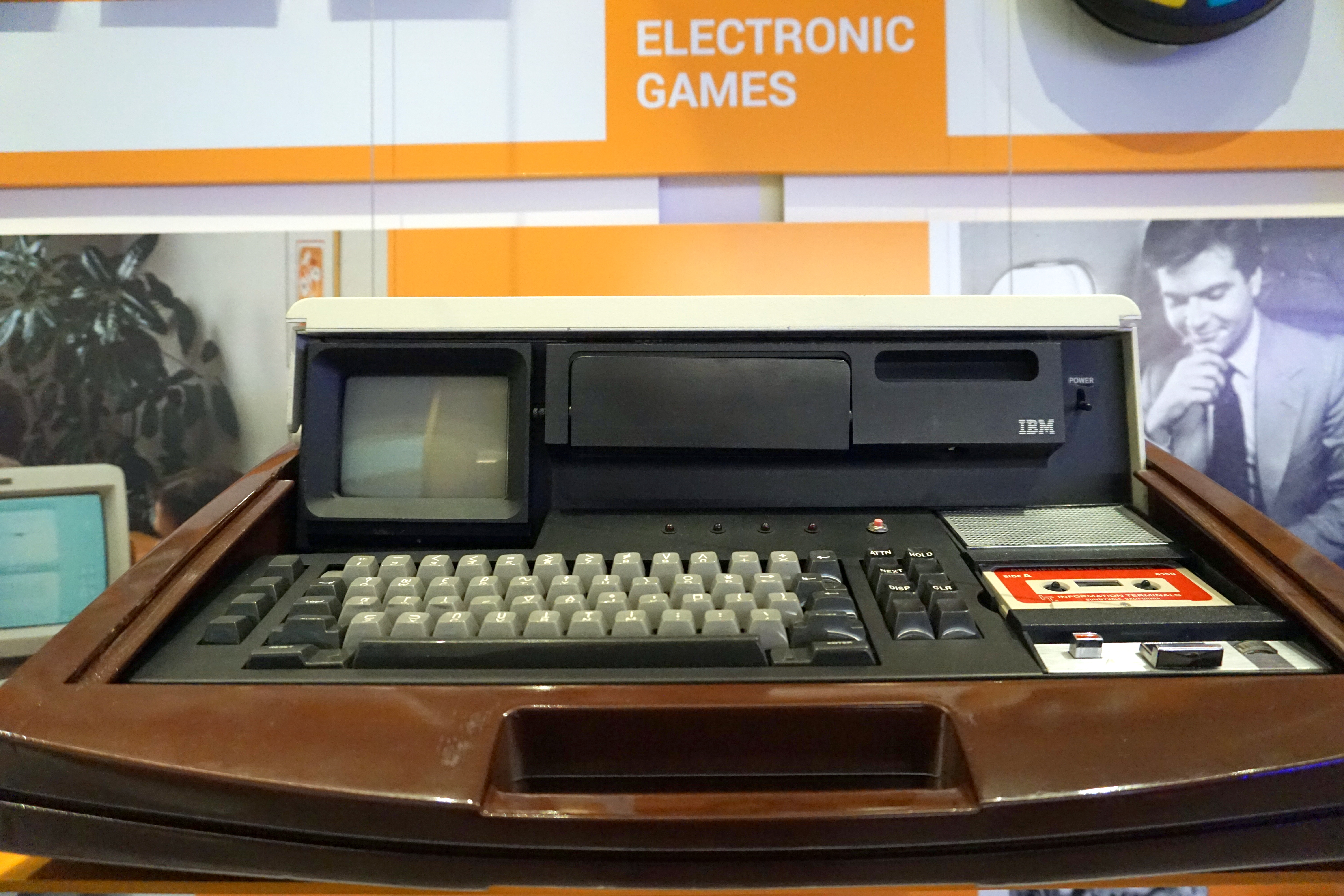
Protótipo SCAMP de 1973.

O IBM 5100 possuía uma arquitetura baseada num módulo processador de 16-bits denominado processador IBM PALM (de Put All Logic in Microcode ou, grosso modo, Ponha A Lógica em Microcódigo). O Manual de Informações de Manutenção também se referia ao módulo PALM como o "controlador". O PALM podia endereçar diretamente 64 Kbytes de memória. Algumas configurações do IBM 5100 tinham memória ROS (ROM) e RAM totalizando mais de 64 KB, de modo que um esquema simples de chaveamento de memória foi utilizado. Os interpretadores APL e/ou BASIC eram armazenados em espaço de endereçamento de Linguagem ROS o qual o PALM tratava como se fosse um dispositivo periférico.

### O computador portátil
Uma simples unidade integrada incluía o teclado, monitor CRT de 5 polegadas, unidade de fita magnética, processador IBM PALM, várias centenas de kilobytes de memória ROM contendo software e até 64 KB de memória RAM. Era do tamanho de uma valise pequena, pesando em torno de 25 kg e podia ser transportado numa caixa com rodízios, daí o apelido "portátil".
Embora o IBM 5100 pareça grande para os padrões de hoje, em 1975 era uma incrível realização técnica colocar um computador completo, com uma grande quantidade de memória ROM e RAM, monitor CRT e uma unidade de fita numa embalagem tão pequena; ele foi lançado mais de dois anos antes que o similar Commodore PET chegasse ao mercado. Antigos computadores pessoais com aproximadamente o mesmo tamanho, tais como o HP 9830, não incluíam um monitor CRT nem uma quantidade de memória próxima da do IBM 5100. Um computador IBM equivalente em fins da década de 1960, seria tão grande quanto duas escrivaninhas juntas e pesaria cerca de meia tonelada.

### Monitor externo
Um monitor de vídeo externo (ou televisor modificado) podia ser conectado ao IBM 5100 através de um conector BNC no painel traseiro. Embora o 5100 tivesse um painel comutador frontal para escolher entre branco sobre preto ou preto sobre branco no monitor interno, esta chave não afetava o monitor externo, o qual somente oferecia caracteres brilhantes sobre um fundo preto. A taxa de varredura vertical foi fixada em 60 Hz, a qual pode ter sido inconveniente para utilizadores em países usando sistemas de teledifusão em 50 Hz (por exemplo, muitos países europeus e da América do Sul).

### Adaptador de comunicações (Communication Adapter)
Também em setembro de 1975, a IBM anunciou o adaptador de comunicações do IBM 5100. Isto permitia que o 5100 transmitisse e recebesse dados de um sistema remoto. Isso fez com que o 5100 se assemelhasse a um terminal de comunicações IBM 2741 e em teoria fosse capaz de se comunicar com máquinas compatíveis com o IBM 2741 em modo start-stop usando a notação EBCD (Extended Binary Coded Decimal). O EBCD era similar mas não idêntico ao código IBM EBCDIC, bem mais comum.

### Acoplador de Dispositivos de Pesquisa (Research Device Coupler)
No Volume 16, Número 1, Página 41 (1977) do IBM Systems Journal o artigo "The IBM 5100 and the Research Device Coupler — A personal laboratory automation system" dizia: "Um pequeno sistema de automação de laboratório tem sido desenvolvido usando-se um IBM 5100 Portable Computer em conjunto com o Research Device Coupler. Este sistema compacto fornece um computador dedicado, com linguagem de alto nível, uma interface de controle e versátil capacidade de aquisição de dados para experimentos nos quais os dados não ultrapassem 9600 Baud. Dois experimentos exemplificam o uso do sistema. O Research Device Coupler descrito neste relatório é um protótipo do IBM 7406 Device Coupler."

### Modelos diferentes
Disponível em 12 modelos, provendo armazenamento de massa de 16 KB, 32 KB, 48 KB ou 64 KB, o 5100 era vendido entre US$ 8.975 e US$ 19.975.

## Linguagens de programação
O 5100 era disponibilizado com a linguagem de programação APL ou BASIC — ou ambas.
Máquinas que davam suporte a ambas as linguagens forneciam uma chave de seleção no painel frontal para selecionar a linguagem desejada. Os engenheiros da IBM pediram um beta tester, Donald Polonis, que, em sua análise, comentou que se as pessoas tivessem de aprender APL para usá-lo, o IBM 5100 não sobreviveria como computador pessoal, pois considerava que um computador pessoal teria de ser fácil de usar para que fosse aceito.

## Bibliotecas de solução de problemas
A IBM oferecia três Problem-Solver Libraries ("Bibliotecas de Solução de Problemas"), contidas em cartuchos de fita magnética, que permitia ao 5100 suprir mais de 1000 rotinas interativas aplicáveis a problemas matemáticos, técnicas estatísticas e análises financeiras.

## Emulador em microcódigo
O 5100 era baseado num conceito inovador da IBM segundo o qual, usando um emulador escrito em microcódigo, um computador pequeno e relativamente barato poderia executar programas escritos anteriormente para computadores existentes muito maiores e mais caros, sem o tempo e o custo de escrever e depurar novos programas.
Dois de tais programas foram fornecidos: uma versão ligeiramente modificada do APL.SV, interpretador APL da IBM para os mainframes System/370, e o interpretador BASIC usado no minicomputador IBM System/3. Conseqüentemente, o microcódigo do 5100 era escrito para emular a maior parte da funcionalidade tanto de um System/370 quanto de um System/3.
A IBM usou a mesma abordagem posteriormente, ao apresentar em 1983 o seu modelo XT/370 do IBM PC, o qual era um IBM PC XT padrão com o acréscimo de uma placa emuladora de System/370.

## Retirada
O 5100 foi retirado do mercado em março de 1982. Em janeiro de 1978, a IBM anunciou seu sucessor: o IBM 5110.

## Anime
O IBM 5100 foi utilizado como referência no anime Steins;Gate, tanto em nome quanto em aparência.

## O IBM 5150
Quando o IBM PC foi lançado em 1981, foi designado originalmente como IBM 5150, colocando-o na série "5100", embora sua arquitetura não descendesse dire(c)tamente daquela do IBM 5100.